# Pedra de Montjuïc
La pedra de Montjuïc és un gres quarsític del Miocè superior explotat a diverses pedreres de Montjuïc des de l'època romana fins a la meitat del segle xx. És una pedra compacta i resistent de coloracions blanques, vinoses o violàcies. La pedra de Montjuïc ha estat la pedra natural més emprada en la construcció a Barcelona i rodalia i de la qual són fets els principals edificis de Barcelona fins a la meitat dels anys vuitanta del segle xx.

## Morfologia
Es tracta d'un gres heteromètric en què predominen els grans de quars (en proporcions majors al 60 per cent), subrodats o angulosos, amb quantitats menors de feldespats, moscovita, fragments de roques (micacites, quarsites, esquistos, etc.) i minerals pesants (zircó, turmalina i magnetita). El ciment és silícic. Es tracta d'una roca molt dura, de color entre gris i gris groguenc, sovint amb bandes i taques ferruginoses de color vinós.
Les capes de gres alternen amb estrats de conglomerats i de lutites que contenen abundants fòssils marins. Són freqüents les acumulacions de jaspis.

## Pedreres

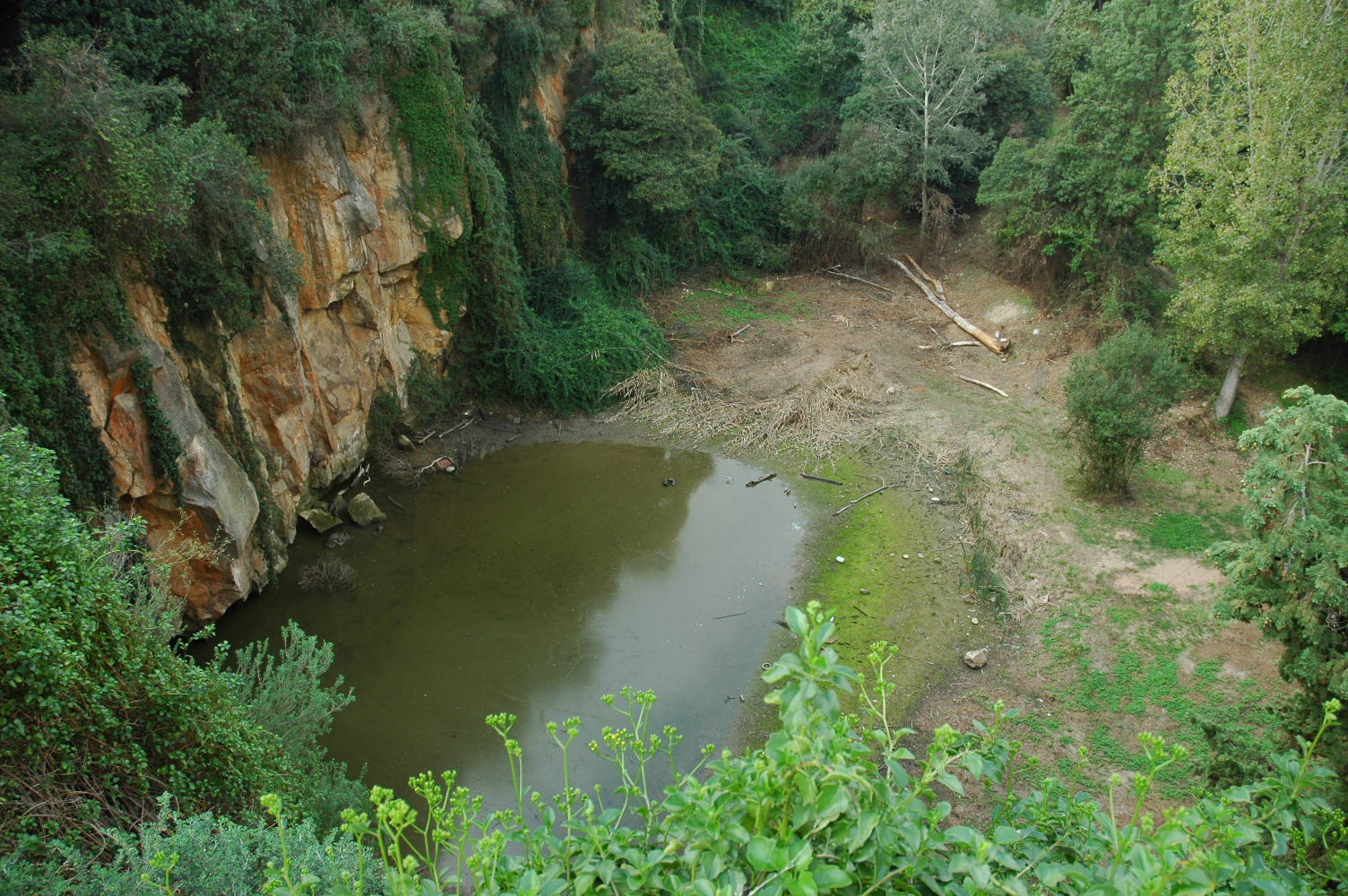
Antiga pedrera de la Foixarda

Els afloraments del material del vessant oest de la muntanya són els murs de les antigues pedreres. De S cap a N podem trobar els talls del Fossar del Jueus, del Sot del Migdia, del Club de Natació Montjuïc, de l'estadi Joan Serrahima, de la Foixarda, del Teatre Grec, de St. Madrona i del Mirador del Poble Sec. Aquestes pedreres són les que han proporcionat gran part dels blocs de pedra utilitzats per a construcció.

## Tipus
La Pedra de Montjuïc es classificava en dues varietats:
- Blanquet: és la pedra de bona qualitat, dura i compacta però fàcil de treballar.
- Rebuig: és la de mala qualitat, desagregable i poc útil per a construcció.

Els gresos de la muntanya de Montjuïc estan completament silicificats (cimentats per quars i altres varietats de la sílice) i això proporciona a la pedra una gran duresa, així l'existència de blanquet o rebuig depèn de la intensitat d'aquesta silicificació.

## Ús i explotació

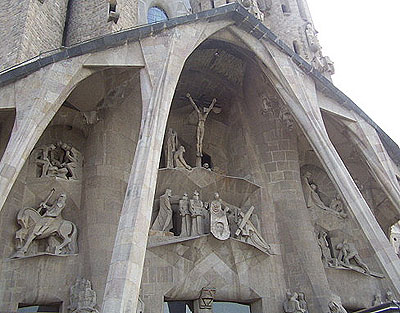
Detall de la façana de Sagrada Família fet amb pedra de Montjuïc

La muntanya és explotada masivament en una munió de pedreres des dels ibers i els romans fins al 1957, any en què s'atura de cop l'extracció massiva de la pedra.
Entrant al segle xvii el jesuïta Pere Gil escrivia: «La montanya de Mont Juich junt a Barcelona es de consideració per averse edificada della tota Barcelona. Diuen que la pedra creyx en ella: y que se a treta mes pedra della que no pujaria tota la dita montanya. Les moles della van per tot lo mon.»
La pedra de Montjuïc ha estat utilitzada per a la construcció de la majoria d'edificis antics de la ciutat de Barcelona i per a l'elaboració de pedres de molí, conegudes amb el nom de moles catalanes molt apreciades pel seu rendiment, arribant a ser tan important el treball de les moles, que el qualificatiu de molers es va estendre a tots els treballadors de les pedreres.
Es calcula que al llarg de la història les pedreres de Montjuïc han proporcionat més de 12 hectòmetres cúbics de material. Una quantitat ingent, la qual permetria construir 20.000 vegades la Pedrera.